# 倉吉市立打吹小学校
倉吉市立打吹小学校（くらよししりつ うつぶきしょうがっこう）は、鳥取県倉吉市仲ノ町にある公立小学校。

## 沿革

### 年表
- 2023年（令和5年）4月1日 - 倉吉市立成徳小学校・倉吉市立灘手小学校が統合し、新たに倉吉市立成徳小学校を設立[1]。
- 2024年（令和6年）4月1日 - 校名を倉吉市立打吹小学校と改称[2]。

## 通学区域
- 住吉町、宮川町、宮川町二丁目、東町、湊町、堺町一丁目、堺町二丁目、堺町三丁目、新町一丁目、新町二丁目、新町三丁目、荒神町、魚町、明治町、明治町二丁目、大正町、大正町二丁目、仲ノ町、東仲町、西仲町、西町、研屋町、北面、穴沢、別所、鋤、谷、津原、尾原[3]

## 進学先中学校
- 倉吉市立東中学校[3]

## 交通
- JR山陰本線 倉吉駅より約4km
- 日ノ丸バス・日交バス
  - 「白壁土蔵群前」よりすぐ
  - 「赤瓦・白壁土蔵」より約400m